# 宮川房長
宮川 房長（みやがわ ふさなが）／宮川 房頼（みやがわ ふさより）は、戦国時代の武将。陶氏の家臣。周防国玖珂郡高森城主。諱については一般的に「房長」で知られているが、本人が署名した文書に記された諱は、主君である陶興房からの偏諱である「房」と宮川氏の通字である「頼」を組み合わせた「房頼」である。

## 生涯
大内氏の重臣である陶氏の家臣・宮川興房の子として生まれ、陶興房と陶晴賢の二代に仕えた。周防高森城主となって、周防東部の山代地域を支配していた。
永正8年（1511年）の船岡山合戦をはじめとして、数々の合戦に参加して武功を挙げる。
主君・陶隆房の謀反により大内義隆が滅亡した大寧寺の変の後、天文23年（1554年）に毛利氏が陶氏に叛旗を翻すと、3000余（7000説もある）の兵を率いて安芸国西部で桜尾城近くの折敷畑山に陣を敷き、毛利氏の動向を見定めようとした。しかし機先を制した毛利元就の奇襲包囲攻撃によって宮川軍は敗北、房長も逃走途中に自害した（折敷畑の戦い）。
この敗戦により、兵力の再編の必要に迫られた陶氏は早期の安芸侵攻を諦めた。その結果、毛利氏は安芸国内の陶側の勢力を討伐する余裕を得て、来る厳島の戦いに向けて、後方の憂いを断つ事に成功した。後、房長の孫・平三郎は吉川元春に仕えた。
墓所は不明だが、辻堂原城跡に腹切岩が残り、廿日市市の史跡として指定されている。

## 関連作品
- 『毛利元就』（1997年、NHK大河ドラマ、演：大島宇三郎）